# Endlich Frühling
Endlich Frühling ist ein deutscher Fernsehfilm der Frühling-Fernsehserie von Michael Karen. Er wurde am 8. Februar 2015 erstmals im ZDF ausgestrahlt.
Der Film erzählt die Geschichte der Dorfhelferin Katja Baumann, gespielt von Simone Thomalla, die Familien in Notsituationen zur Seite steht und gleichzeitig versucht, Frühling in die Herzen der Menschen zu tragen. Es ist der achte Film einer Reihe, in deren Mittelpunkt ein Dorf mit Namen Frühling steht.
Marco Girnth ist in einer wiederkehrenden Rolle als Tierarzt Mark Weber besetzt und Carolyn Genzkow als Katjas Tochter Kiki sowie Caroline Ebner als Ärztin Dr. Schneiderhahn. Die Haupt-Gaststars dieser Folge sind Maria Simon, Hendrik Duryn, Lena Meyer, Zsá Zsá Inci Bürkle, Constantin von Jascheroff und Florentine Lahme.

## Handlung
Dorfhelferin Katja Baumanns neuer Fall führt sie auf den Hof der Bauernfamilie Feichtmayr. Während die älteste Tochter telefonierte, ist ihr dreijähriger Bruder Benny fast in der Badewanne ertrunken. Nun liegt er im Krankenhaus in Frühling auf der Intensivstation im Koma. Solange Bennys Mutter Sonja ihrem Sohn in der Klinik zur Seite steht, will sich Katja um die beiden Töchter und den Bauernhof kümmern. Während die kleine Christina recht aufgeschlossen ist, verhält sich Laura sehr abweisend. So lässt sie sich nicht einmal von ihrer Mutter trösten und Katja findet nur schwer Zugang zu ihr. Ludwig Feichtmayr, der Vater der Kinder, ist Lkw-Fahrer und selten zu Hause. So sind die Geschwister viel auf sich allein gestellt und Katja bleibt auch über Nacht bei ihnen.
Katja spricht mit Lauras Vater und gibt ihm zu verstehen, dass seine Tochter jetzt besonders viel Aufmerksamkeit benötige. Die Dorfhelferin hat den Eindruck, dass sie sich große Selbstvorwürfe macht und möglicherweise deshalb so abweisend ist. Selbst die kleine Christina bekommt die Gefühlsausbrüche der großen Schwester zu spüren. Katja ist ein wenig ratlos, worin diese extreme Abwehrhaltung begründet ist. Zufällig bemerkt sie, wie Laura eine Flasche Schnaps versteckt, doch ist nicht sie es, die alkoholabhängig ist, sondern ihre Mutter. Beide Kinder stellten sich bisher schützend vor sie, damit niemand merkt, dass sie eigentlich ein Fall für das Jugendamt wären. Aus Angst, dass ihre Familie auseinandergerissen werden könnte, haben sie versucht, ihrer Mutter alle Arbeiten abzunehmen.
Katja bleibt hartnäckig und mit viel Einfühlungsvermögen gelingt es ihr letztendlich doch noch Lauras Vertrauen zu gewinnen. Sie bewahrt auch deren Geheimnis und spricht nur mit Lauras Vater darüber, doch der reagiert anders als Katja es erwartet hätte und wirft sie vom Hof. Auch er will das Alkoholproblem seiner Frau nicht wahrhaben. Da es Benny inzwischen besser geht und seine Mutter auf den Hof zurückkehren will, befürchtet Katja, dass es im alten Trott weitergeht, wenn sich Lauras Mutter ihrer Alkoholsucht nicht endlich stellt. Da Katja sich gut in die Situation hineinversetzen kann, versucht sie Lauras Mutter dazu zu bewegen, eine Entziehungskur zu machen. Die Frau bleibt jedoch unzugänglich. Erst als die Probleme auf dem Hof wieder zunehmen und Sonja Feichtmayr beinahe das Haus anzündet, woraufhin Laura wegläuft, wird ihr erstmals bewusst, dass sie etwas ändern muss.
Laura flüchtet zu Katja und gesteht ihr, dass nicht nur ihre Mutter trinkt, sondern auch ihr Vater und dass er es gewesen sei, der Benny in die Badewanne gesetzt hatte und dann eingeschlafen war. Kaum dass sie ihr Geständnis beendet hat, erscheint Lauras Vater und will seine Tochter abholen. Doch sie weigert sich mitzugehen. So sieht auch er langsam ein, dass es nicht mehr so weitergehen kann. Einige Zeit später erhält Katja einen Brief von Laura, in dem sie ihr mitteilt, dass sie alle auf einem guten Weg wären.
In Katjas Privatleben geht es ähnlich turbulent zu. In der Beziehung zwischen Tierarzt Mark und seiner Freundin Sophie kriselt es langsam und Kikis Freund Sam entwickelt sich zum militanten Tierschützer, was Mark große Probleme beschert. Doch hat Sam Recht damit, einen der Höfe überprüfen zu lassen, auf dem gegen Tierschutzauflagen verstoßen wurde.

## Produktion
Die Episode wurde vom ZDF in Zusammenarbeit mit „Seven Dogs Filmproduktion“ und teamWorx Television & Film produziert und im Rahmen der ZDF-„Herzkino“-Reihe ausgestrahlt.

## Rezeption

### Einschaltquote
Bei der Erstausstrahlung am 8. Februar 2015 wurde Endlich Frühling in Deutschland von 5,45 Millionen Zuschauern gesehen, was einem Marktanteil von 14,9 Prozent entsprach.

### Kritik
Rainer Tittelbach von tittelbach.tv nennt diesen Film „einer der bisher stärksten aus der ZDF-‚Frühling"-Reihe‘.“ Er schreibt weiter dazu: „so spürt man vom Titel gebenden ‚Endlich Frühling‘ in diesem Light-Drama um eine gestörte Familienstruktur relativ wenig. Zwar blühen in manchem Bild die Obstbäume, aber Landschaft, Natur und Lebensgefühl stehen in dieser Episode weniger im Vordergrund als in einigen der thematisch und dramaturgisch schwächeren Filme aus dem fiktiven bayerischen Dorf Frühling. Stattdessen wird das Feld der Psychologie beackert. Dementsprechend war es die beste Entscheidung, bei ‚Endlich Frühling‘ großen Wert auf die Besetzung zu legen.“
Die Kritiker der Fernsehzeitschrift TV Spielfilm geben dieser Folge den „Daumen gerade“ und kommen zu dem Ergebnis: „Auch der achte Einsatz im fiktiven bayrischen Dorf Frühling behandelt mit angewandter Amateurpsychologie Probleme, die durchaus aus dem Leben gegriffen sind – nur leider mal wieder zu viele davon.“ Fazit: „Ein bis zwei Dramen pro Folge reichen!“